# 刘驭万
刘驭万（1897年—1966年6月7日），男，湖北宜昌人，中华民国外交官。

## 生平
刘驭万先后毕业于武昌文华学校、清华大学、美国威斯康辛大学、哈佛大学等校。回国后，历任全国基督教青年协会学生干事，基督教武汉青年会总干事，华中大学教授，全国建设委员会总干事，浙江省建设人员养成所训育主任、所长，太平洋国际学会中国分会干事、执行干事，铁道部总务司帮办、人事科科长，经济部物资局昆明办事处处长等职。1946年，出任驻日盟军总部中国代表，同年又任中华民国驻汉城总领事（公使衔）。1948年，任驻韓国外交代表（大使衔），并兼联合国驻韩国委员会中国首席代表。1950年，任驻日本代表团副团长（大使衔）。此后又派驻联合国，历任驻联合国代表办事处顾问、驻联合国代表团办事处处长、驻联合国大会常会中国代表团秘书长。1957年出任中华民国驻古巴全权公使兼驻海地全权公使，后驻古巴公使馆升格为大使馆后，又任驻古巴全权大使。中华民国与古巴断交后，他于1961年调任中华民国驻韩国大使。1964年又任驻泰国大使，1966年于任内在泰国逝世。